# Zmrzlek, Radovna
Zmrzlek je eden izmed številnih malih potokov, ki izvirajo v dolini Radovna. Nedaleč od izvira se kot desni pritok izliva v reko Radovno.